# Río Oza
El Oza es un río del noroeste de la península ibérica, afluente del Sil. Discurre por la provincia española de León.

## Descripción
El río discurre por la provincia de León. Con origen en los montes Aquilianos, termina desembocando en el río Sil aguas abajo de la localidad de Toral de Merayo. Aparece descrito en el decimosegundo volumen del Diccionario geográfico-estadístico-histórico de España y sus posesiones de Ultramar de Pascual Madoz de la siguiente manera:

OZA (vulgo VERA): r. en la prov. de León, part. jud. de Ponferrada; nace al NO. de la cumbre de la Aguiana, toma su direccion al E. y volteando el cerro en que está sit. el monast. de Montes, se inclina al N., tomando por último la direccion NO., en la cual continúa hasta perderse en el Sil, mas abajo del pueblo de Toral de Merayo. Cerca de su embocadura, y sobre el camino de herradura de Leon á Orense, tiene un bonito puente de piedra construido hace 20 años. Es escaso de pesca, produciendo solamente algunas truchas pequeñas, pero muy delicadas. Su curso es de unas 5 leg., y sus avenidas destructoras, porque recoge la nieve de los montes Aquilianos y otras sierras secundarias. Mueve la maquinaria de la Herrería de Linares, de dos batanes y de multitud de molinos harineros.
(Madoz, 1849, p. 501)

Perteneciente a la cuenca hidrográfica del Miño, sus aguas terminan vertidas en el océano Atlántico. Da nombre al valle del Oza, o Valdueza.